# ناوکی ماتسویو
ناوکی ماتسویو (انگلیسی: Naoki Matsuyo؛ زادهٔ ۹ آوریل ۱۹۷۴) بازیکن فوتبال اهل ژاپن است.
از باشگاه‌هایی که در آن بازی کرده‌است می‌توان به باشگاه فوتبال گامبا اوساکا اشاره کرد.